# Lancia Prisma
Lancia Prisma var en sedanmodell i mellanklassen som presenterades 1982 då den ersatte Trevimodellen. Prisma byggde tekniskt på Fiat Ritmo och var egentligen sedanvarianten på Lancia Delta. Dessa liknade också varandra utseendemässigt. Modellen såldes av Saab i Sverige, men blev ingen försäljningsframgång här. Saab skippade 1987 års modell eftersom en ny insprutningsmotor inte hunnit klara den Svenska avgasreningen samt för att man hade så många 86'or kvar. Till 1988 ersatte Fiat Saab-Ana som importör och bestämde sig för att enbart sälja Y10 till en början. 1989 ersattes Prisma av Dedramodellen.

## Motorer
- 1300 (1301 cc) SOHC - 78 hk
- 1500 GT (1498 cc) SOHC - 85 hk
- 1600 (1585 cc) DOHC 8V - 100 hk
- 1600 (1585 cc) DOHC 8V - 105 hk
- 2000 (1995 cc) DOHC 8V - 115 hk
- Diesel (1929 cc) SOHC 8V - 65 hk
- Turbodiesel (1929 cc) SOHC 8V - 80 hk